# Северодонецкий городской театр драмы
Северодоне́цкий городско́й теа́тр дра́мы (укр. Сєвєродонецький міський театр драми) — театр, созданный в Северодонецке в 1993 году по решению Городского Совета. Ликвидирован в 2015 году решением сессии Северодонецкого городского Совета. После капитального ремонта здания в 2017 году здесь работает Луганский академический украинский музыкально-драматический театр.

## История

### Здание театра
В 1953 году введён в эксплуатацию клуб Химиков и сооружён фонтан. Здание клуба построено по типовому проекту архитектором Неслуховской Ольгой Сергеевной под руководством Жолтовского Ивана Владиславовича.
Проект здания был разработан в Москве(по аналогичным проектам построены кинотеатры «Буревестник» и «Слава» в Москве).
Четыре попарно соединённые колонны несут треугольный фронтон с вырезанной в нём аркой, подчёркнутой сквозным рельефом.
Так же использовался клубом как кинотеатр.
Построен трестом «Лисхимпромстрой».
В конце 1950-х годов здание клуба Химиков было передано Северодонецкому заводу «Стеклопластик» (СЗС).
В начале 1990-х годов ввиду криза на предприятии СПО «Стеклопластик» руководство предприятия принимает решение о передачи здания СЗС в собственность города Северодонецка.
В 1993 году творческий коллектив городского театра обратился к руководству города о предоставлении постоянного помещения для театра.
В 1994 году театр получил свою постоянную прописку в здании бывшего клуба СЗС.

### Городской театр драмы

Здание театра в 2008 году.

С 1993—1997 год театр возглавлял выпускник Харьковского института искусств Александр Шмаль. Творческий коллектив составил актёрский курс Харьковского института искусств. В эти годы в театре шли спектакли в постановке Александра Шмаля.
С 1997—2008 год театр возглавлял Олег Александров, окончивший режиссёрский факультет Киевского института театрального искусства им. И. Карпенко-Карого и актёрский факультет Харьковского института искусств.
В 2001 году в здании театра произошёл пожар. Ремонт здания не проводился. Труппа для своих показов арендует площадки города.
В сентябре 2008 года сменилось руководство театра — Олег Александров стал главным режиссёром Луганского областного русского драматического театра, а директором-художественным руководителем Северодонецкого театра назначена Ирина Суханова (в прошлом артистка театра).
После капитального ремонта здания в 2017 году здесь работает Луганский академический украинский музыкально-драматический театр.
В 2022 году здание пострадало из за обстрелов в результате войны в Украине. 

## Постановки прошлых лет
- 1993 — «И на Нирвану капает свеча… Часть 1-я» (автор и режиссёр А. Шмаль)
- 1994 — «Бродяги Далласа» (Майкл Фрейн; режиссёр — А. Шмаль)
- 1995 — «Гамлет есть Гамлет, есть Гамлет, есть Гамлет…» (по мотивам В. Шекспира, режиссёр А. Шмаль)
- 1995 — «Босиком по парку» (Нил Саймон; режиссёр — А. Шмаль)
- 1997 — «И на Нирвану капает свеча. Часть 2-я: Нарцисс» (рок-опера, пьеса А. Шмаля, музыка П. Бодрова, режиссёр А. Шмаль)
- 1998 — «Кроткая» Павел Морозов по мотивам рассказа Ф. Достоевского; режиссёр — О. Александров)
- 1998 — «У-рок» (англ. The Lesson) (Эжен Ионеско; режиссёр — О. Александров)
- 1999 — «Мамаклава» (Павел Морозов; режиссёр О. Александров)
- 2000 — «Путешествие в открытом сердце» (Андрей Платонов; режиссёр — О. Александров)
- 2003 — «Гоголь-моголь» (по мотивам Николая Гоголя; режиссёр — О. Александров)
- 2005 — «Персидская сирень» (Николай Коляда; режиссёр — О. Александров)
- 2006 — «Эвита» (Копи); режиссёр — О. Александров)
- 2006 — «Замуж за индюка» (автор и режиссёр Павел Морозов по пьесе Гуниллы Боэттиус)
- 2007 — «Эти свободные бабочки»[3] (Леонард Герш; режиссёр — О. Александров)
- 2007 — «Анданте!» (Людмила Петрушевскаярежиссёр Павел Морозов)
- 2008 — «Куплю вашего мужа» (Михаил Задорнов; режиссёр — О. Александров)
- 2009 — «Слуга двух господ» (Карло Гольдони; режиссёр — И. Суханова)
- 2009 — «Игра» (англ. Play) (Самюэль Беккет; режиссёр — И. Суханова)
- 2010 — «Хандрить по-русски» (Николай Алексеевич Некрасов; режиссёр — И. Суханова)
- 2010 — «Роковые мыш(ь)чины» (Альдо Николаи; режиссёр А. Лобойко)
- 2011 — «Учитель словесности» (Антон Чехов; режиссёр — К. Душин)
- 2011 — «Пикник»[4] (Фернандо Аррабаль; режиссёр — А. Романов)
- 2011 — «С широко открытыми глазами» (По мотивам экзистенциалистов XX века; режиссёр — Роза Саркисян)
- 2012— «Девяти Пи Эм» (По мотивам классиков драматургии абсурда; режиссёр — Игорь Гладкий)
- 2012— «Извини, я на минутку…» (По мотивам западноевропейской камерной драматургии; режиссёр — Игорь Гладкий)

## Фестивали и конкурсы
- Премия Главы Луганской областной администрации — Александр Шмаль «Гамлет есть Гамлет, есть Гамлет, есть Гамлет...» — 1995
- На 3-м фестивале «Театральный Донбасс» (1996 год) Александр Шмаль «Гамлет есть Гамлет, есть Гамлет, есть Гамлет...» получила первую премию за лучшую режиссуру.
- Фестиваль «Мистецьке Березілля», Киев, Театр на Подоле 1996 — «Гамлет есть Гамлет, есть Гамлет, есть Гамлет...» 1996
- 2-е место в номинации на Премию «Эксперимент» Национального Союза театральных деятелей Украины — Александр Шмаль «Гамлет есть Гамлет, есть Гамлет, есть Гамлет...» 1996
- На 4-м фестивале «Театральный Донбасс» 1998 спектакль «У-рок» в постановке Олега Александрова получил 2-ю премию за лучшую режиссуру, две 2-х премии за лучшие мужские роли.
- В 1998 году по приглашению СТД Украины и Театра «Дружбы народов» спектакль «У-рок» демонстрировался в столице Украины, где получил высокую оценку театральных критиков и театральных специалистов.
- В 1999 году Северодонецкий городской театр драмы принял участие во Всеукраинском фестивале «Тернопільскi театральнi вечори» в г. Тернополе, где получил 1-ю премию за лучшую режиссуру режиссуру, 1-ю премию за лучшую мужскую роль и 1-ю премию за лучшую женскую роль, а также был награждён специальным призом городского Головы г. Тернополя.
- В 2000 на 5-м фестивале «Театральный Донбасс» со спектаклем «Путешествие в открытом сердце» по мотивам романа Андрея Платонова «Чевенгур» Северодонецкий городской театр драмы получил семь дипломов и шесть премий: 2-я премия за режиссуру, 1-я премия за сценографию и 1-я премия за музыкальное оформление присуждены Олегу Александрову, 2-ю премию за пластическое решение, две 3-и премии в номинациях «Лучшая женская роль» и «Лучшая мужская роль» и Дипломом за лучшие костюмы.
- В сентябре 2000 года на фестивале молодой украинской режиссуры «Тернопольские театральные вечера[укр.]» со спектаклем «Путешествие в открытом сердце» по мотивам романа Андрея Платонова «Чевенгур» Северодонецкий городской театр драмы получил вторую премию за лучшую режиссуру.
- В декабре 2000 года — по приглашению министра культуры Богдана Ступки Северодонецкий городской театр драмы приглашён в Киев для показа киевской театральной общественности спектаклей «Осенние цветы» по пьесе Александры Погребинской (на грант Президента Украины) и «Путешествие в открытом сердце» по мотивам романа Андрея Платонова «Чевенгур».
- В марте 2003 года Северодонецкий театр драмы принял участие в первом Всеукраинском молодёжном фесте «Театрон», который проводился в г. Харькове. На фесте был представлен спектакль в постановке Олега Александрова «У — Рок» по пьесе Э. Ионеско. Спектакль стал лауреатом в номинации «спектакль феста», Диплом лауреата в номинации «режиссёр феста» присуждён Олегу Александрову за постановку спектакля «У -Рок», так же присуждены дипломы в номинациях: «зрительский восторг» (С. Евдокимов), «лучшая актёрская работа» (Н. Карчкова). Театр был награждён Дипломом альтернативного жюри.
- 30 сентября 2003 года Северодонецкий городской театр драмы принял участие в одиннадцатом международном театральном фестивале-лаборатории «Мистецьке березiлля. Лiдери», в рамках которого был показан спектакль «Гоголь-Моголь» по произведениям Николая Гоголя.
- В марте 2004 года театр принял участие во втором Всеукраинском молодёжном фесте «Театрон» со спектаклем «Путешествие в открытом сердце» по роману А. Платонова «Чевенгур», где был отмечен дипломами в номинациях: «палитра феста» (О. Александров) и «лучшее музыкальное решение» (О. Александров).
- В апреле 2004 года Северодонецкий театр был приглашён на Второй Всеукраинский театральный фестиваль «В гостях у Гоголя» (г. Полтава) со спектаклем «Гоголь-Моголь». Отмечен дипломом лауреата фестиваля и памятными призами.
- В сентябре 2004 года театр впервые принял участие в детском театральном фестивале — в V Международном фестивале «Вересневе небо дітям України» (г. Макеевка Донецкая область) со спектаклем «Тимка» по мотивам пьесы Б. Юнгера «Сын Чёрной горы». Отмечен дипломом «За краще музично-пластичне вирішення казкового персонажу» (Н. Карчкова).
- В мае 2005 года Центром поддержки русского театра за рубежом Союза театральных деятелей Российской Федерации в Северодонецкий городской театр драмы был направлен театральный критик — Левикова Елена Игоревна. Целью данной командировки было знакомство с работой театра, просмотр спектаклей: «У-Рок», «Путешествие в открытом сердце», «Гоголь-Моголь», «МАМАКЛАВА» по пьесе Павла Морозова. Спектакли произвели благоприятное впечатление, что подтверждается отчётом Левиковой Е. И. представленным на заседании Центра, а также выступлением на конференции, посвящённой проблемам русскоязычных театров стран СНГ. Театру были обещаны: возможная финансовая поддержка на постановку новых проектов, приезд специалиста по сценической речи, участие актёров в творческих лабораториях и конференциях.
- В марте 2006 года театр принял участие во 2-м фестивале-лаборатории «АРТ-альтернатива» (16-18 марта 2006 г., г. Донецк) со спектаклем «Замуж за индюка» — постановщик Павел Морозов.
- В апреле 2006 года театр принял участие в VIII межрегиональном фестивале «Театральный Донбасс» со спектаклем «Гоголь-Моголь» (2-я редакция), где коллектив театра получил диплом за участие в фестивале, актёр С. Евдокимов — диплом за роль Поприщина. Так же коллектив театра был награждён дипломом редакции межрегиональной массовой газеты «Донбасс» за высокий художественный уровень и исполнительское мастерство, активное участие в межрегиональном фестивале «Театральный Донбасс — 2006».
- В марте 2007 года театр принял участие в 3-м фестивале-лаборатории «АРТ-альтернатива» (23-25 марта 2007 г., г. Макеевка Донецкой обл.) со спектаклем «ZOOSTORY», где был отмечен Дипломом лауреата.
- В сентябре-октябре 2007 года артисты театра приняли участие в актёрском семинаре, организованном Союзом театральных деятелей Российской Федерации, действующем в рамках Программы государственной и общественной поддержки русских театров СНГ и Балтии под патронатом Президента России. Мастер-классы, которые проводились ведущими педагогами из московских театральных высших учебных заведений, помогли усовершенствовать актёрские навыки, повысить уровень исполнительского мастерства, досконально овладеть всеми элементами внутренней и внешней техники, что станет стимулом к самосовершенствованию и творческому росту.
- В ноябре 2007 года коллектив Северодонецкого городского театра драмы участвовал в VIII Всеукраинском фестивале «Тернопільські театральні вечори», (г. Тернополь) со спектаклем «Гоголь-Моголь». Театр был отмечен тремя дипломами: Диплом за участие в фестивале, Диплом за музыкальное решение, Диплом за пластическое решение.
- Впервые за историю своего существования Северодонецкий городской театр драмы в конце 2007 года побывал на гастролях. По обоюдному решению директоров Северодонецкого театра и Донецкого областного театра юного зрителя в ноябре 2007 года состоялись обменные гастроли между театрами. В декабре в рамках проекта «Северодонецкие театральные сезоны», организованного Луганским областным управлением культуры Северодонецкий театр предоставил возможность и зрителям Луганска познакомиться с лучшими своими спектаклями, которые были показаны на сцене Луганского областного русского драматического театра.
- В сентябре 2008 года театр со спектаклем «Замуж-поздно, сдохнуть-рано» Северодонецкий театр принял участие в IX региональном фестивале «Театральный Донбасс» (г. Донецк), на котором получил Диплом «За відданість мистецтву».
- В апреле 2009 года, в рамках 5-го фестиваля-лаборатории «АРТ-альтернатива», проходившего в Донецке состоялась премьера спектакль по пьесе Самюэля Беккета «Игра». Там же на фестивале артисты театра попали на два мастер-класса Фабрицио Палладина (Fabrizio Paladin): «Воображение» и «Театр масок», что, безусловно, послужило стимулом в дальнейшей работе. Спектакль «Игра», вызвал интерес и у Северодонецкой публики, часть которой всегда принимала театр абсурда (в частности, «У-рок» Э. Ионеско и другие спектакли прошлых лет), отличалась особым вниманием к постановкам подобного рода.
- В апреле 2010 года в рамках культурно-творческого обмена между городами-побратимами г. Северодонецк и г. Серпухов (Московская обл.) с целью развития сотрудничества на суд российских зрителей и коллег был представлен спектакль «Хандрить по-русски» по пьесе Н. А. Некрасова «Осенняя скука», где получил хорошие отзывы.
- В апреле 2011 года состоялась премьера спектакля «С-ума-сшедший» по рассказу А. П. Чехова «Учитель словесности», с которым труппа приняла участие в X межрегиональном фестивале «Театральный Донбасс — 2011» (Кирилл Душин получил специальный Диплом «За режиссёрский дебют», Алексей Рязанцев получил III премию и Диплом за лучшую эпизодическую роль Рижицкого).